# 朝鮮籍日本兵

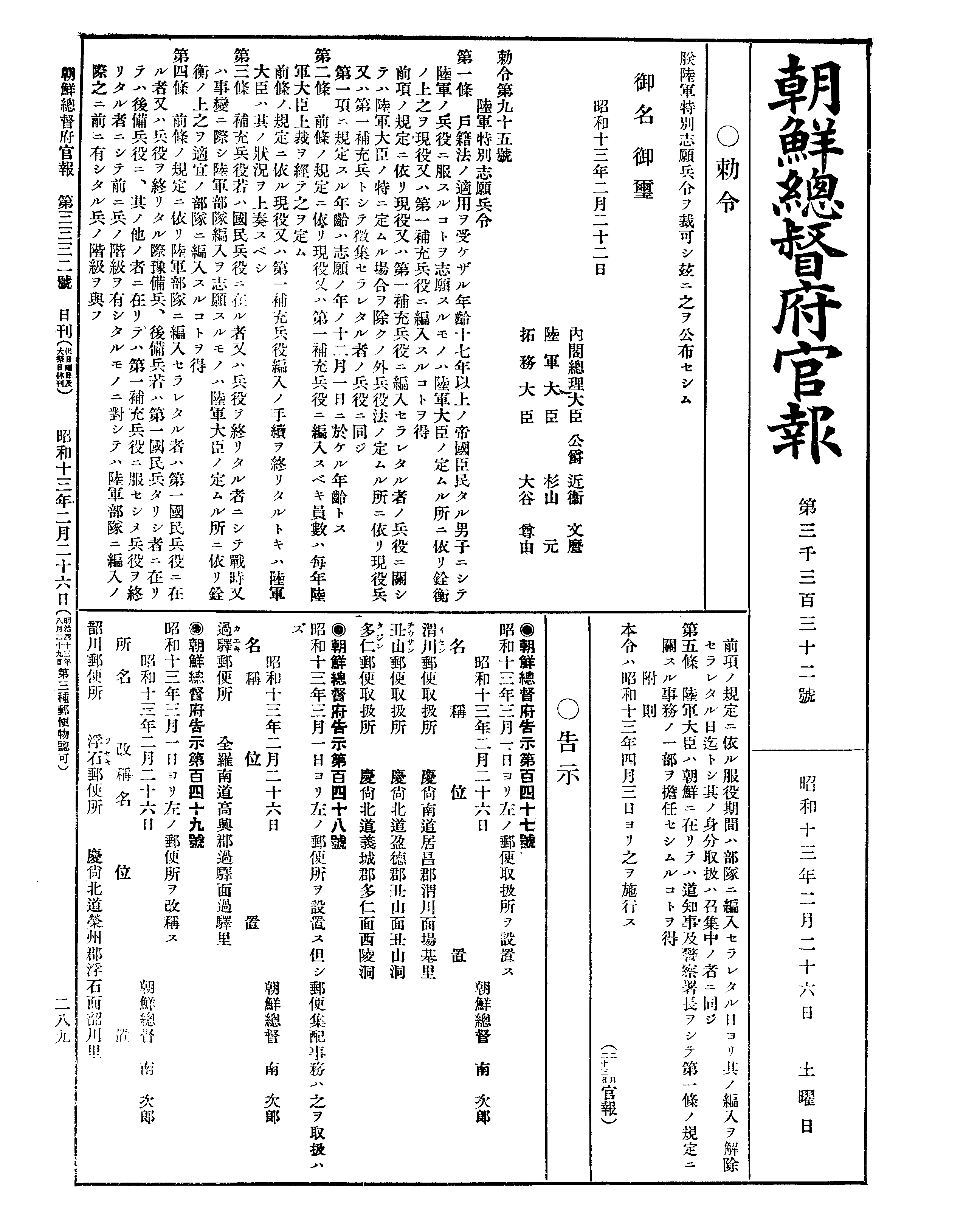
募兵令

朝鮮籍日本兵，指朝鮮日治時期日軍招募的朝鮮籍士兵，包含俘虜監視員等軍屬、軍伕。戰後，部分朝鮮籍日本兵作為戰犯處死刑或無期徒刑；靖国神社亦供奉一些朝鮮籍日本兵。

## 簡介
1938年，陸軍特別志願兵制度實施；1943年，海軍特別志願兵制度實施；1944年，全面徵兵。

## 募集

### 采用条件
- 思想坚固，身躯强健，精神正常者[2]
- 不采用民族主义者、共产主义者或亲戚家族里有跟該等活动有关的人[3]

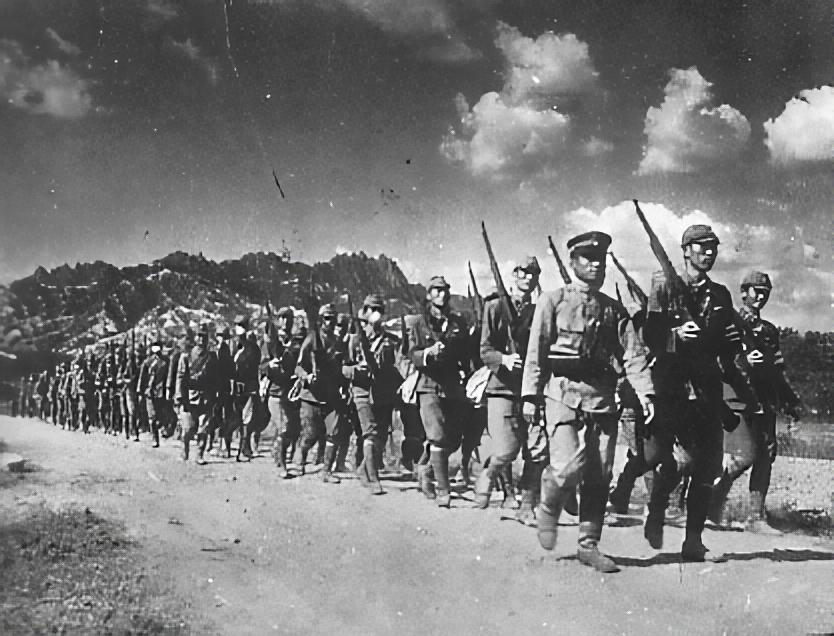
朝鮮人陸軍特別志願兵 1943年1月

| 年度   | 志愿者数  | 入营新兵数 | 采用率 |
| 1938年 | 2496人    | 406人      | 16.2%  |
| 1939年 | 12,348人  | 613人      | 4.9%   |
| 1940年 | 84,443人  | 3,060人    | 3.6%   |
| 1941年 | 144,743人 | 3,208人    | 2.2%   |
| 1942年 | 254,273人 | 4,077人    | 1.6%   |
| 1943年 | 303,394人 | 6,000人    | 1.9%   |

## 統計

### 死亡統計
| 地域     | 分類 | 動員      | 復員      | 失踪和 阵亡 | 失踪和 阵亡率 |
| 朝鮮半島 | 全体 | 242,341人 | 240,159人 | 22,182人    | 9.2%          |
| 朝鮮半島 | 軍人 | 116,294人 | 110,116人 | 6,178人     | 5.3%          |
| 朝鮮半島 | 軍属 | 126,047人 | 110,043人 | 16,004人    | 12.7%         |
| 台湾     | 全体 | 207,183人 | 176,879人 | 30,304人    | 14.6%         |
| 台湾     | 軍人 | 80,433人  | 78,287人  | 2,146人     | 2.7%          |
| 台湾     | 軍属 | 126,750人 | 98,590人  | 28,160人    | 22.2%         |
| 日本本土 | 全体 | 781.4万人 | 551.4万人 | 230万人     | 29.43%        |

### 乙級，丙級戦犯
| 地域     | 有罪   | 死刑  |
| 朝鮮半島 | 129人  | 14人  |
| 台湾     | 173人  | 26人  |
| 日本本土 | 5369人 | 922人 |

## 賠償金
2002年日本政府決定對朝鮮籍日本兵賠償。
| 對象         | 名目                                                              | 金額      | 給付者 |
| 戰没者遺族   | 弔慰金（一時金）                                                  | 260万日元 | 遺族   |
| 重度戰傷病者 | 弔慰金（一時金）                                                  | 260万日元 | 遺族   |
| 重度戰傷病者 | 見舞金（一時金）                                                  | 260万日元 | 本人   |
| 重度戰傷病者 | 重度戦傷病者老後生活設計支援特別給付金 （一時金。見舞金同時支給） | 260万日元 | 本人   |

## 著名人物

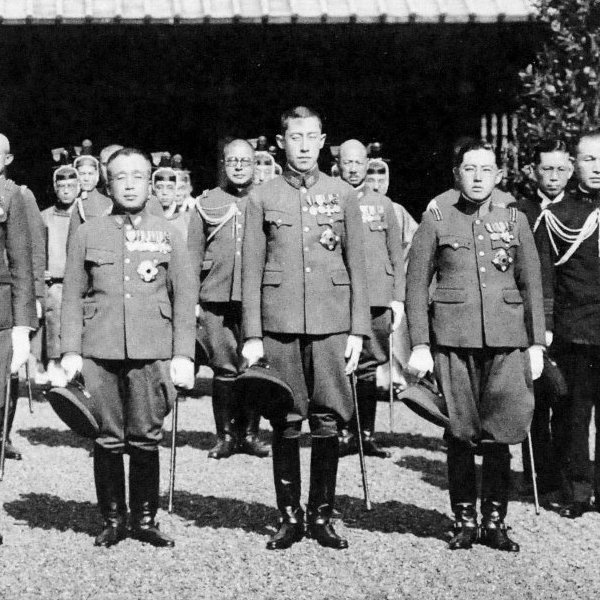
李垠少将、李鍵大尉、李鍝1938年10月参拜靖国神社《靖國神社臨時大祭記念寫眞帖》靖國神社臨時大祭委員 編

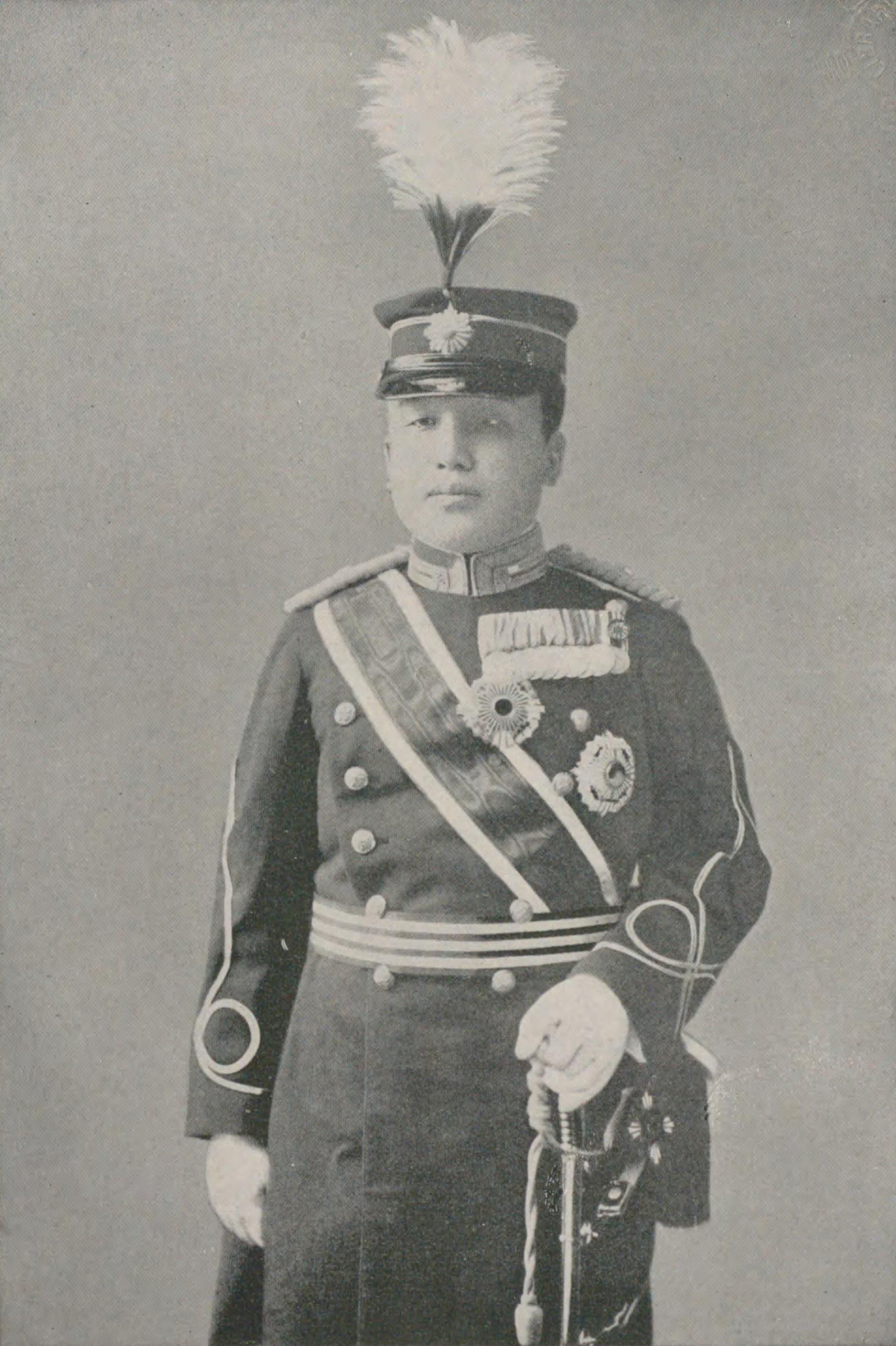
李垠 1918年

- 李垠，日本军陆军中将，李氏朝鮮最後的王位繼承者。
- 李鍵，日本军陆军大佐，李氏朝鮮王族。
- 李鍝，日本军陆军中佐，李氏朝鮮王族，1945年在广岛被原子弹炸死。
- 洪思翊，日本军陆军中将，乙級戰犯，1946年被执行死刑。
- 李秉武，日本军陆军中将。
- 魚潭，日本军陆军中将。
- 趙性根（朝鲜语：조성근），日本军陆军中将。
- 趙東潤，日本军陆军中将。
- 金應善，日本军陆军少将。
- 李熙斗，日本军陆军少将。
- 金锡源，日本名金山錫源，日本陆军大佐、韓國陸軍中將。毕业于日本陸軍士官學校，曾參加日本侵華戰爭。后任参加朝鲜内战，任师长，退役后任韩国国会议员。[7]
- 蔡秉德，日本军陆军少佐，韩国陆军中将，陆軍參謀總長。
- 金貞烈，日本军陆军大尉，韩国空军上将。
- 張都暎，日本军陆军少尉，韩国陆军中将，陸軍參謀總長。
- 朴正熙，韩国总统
- 黃長燁，朝鮮最高人民會議常設會議議長